# Samochema
Samochema est une ville du Botswana.